# 錫姆斯河
47°51′3.67″N 12°9′0.58″E / 47.8510194°N 12.1501611°E

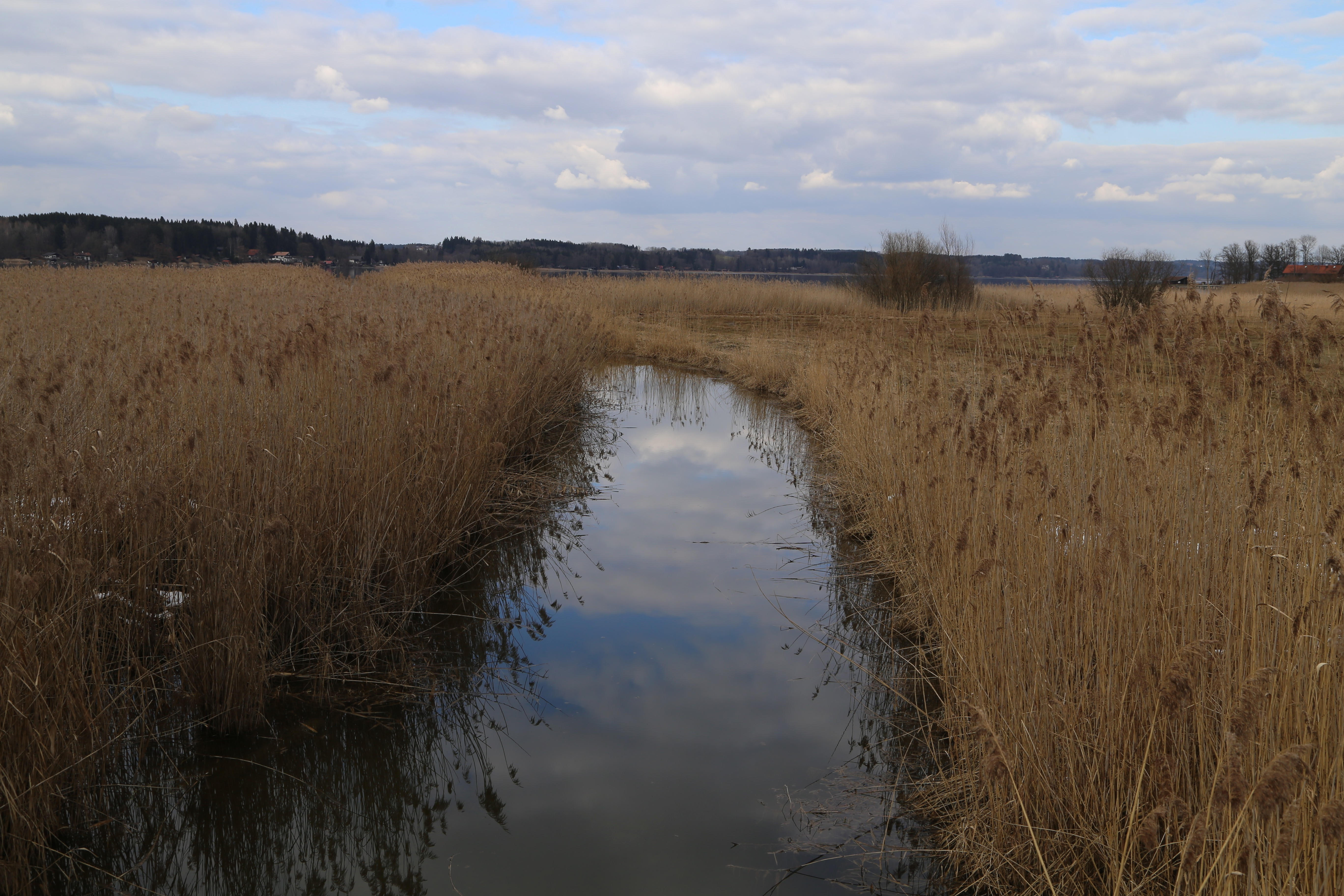

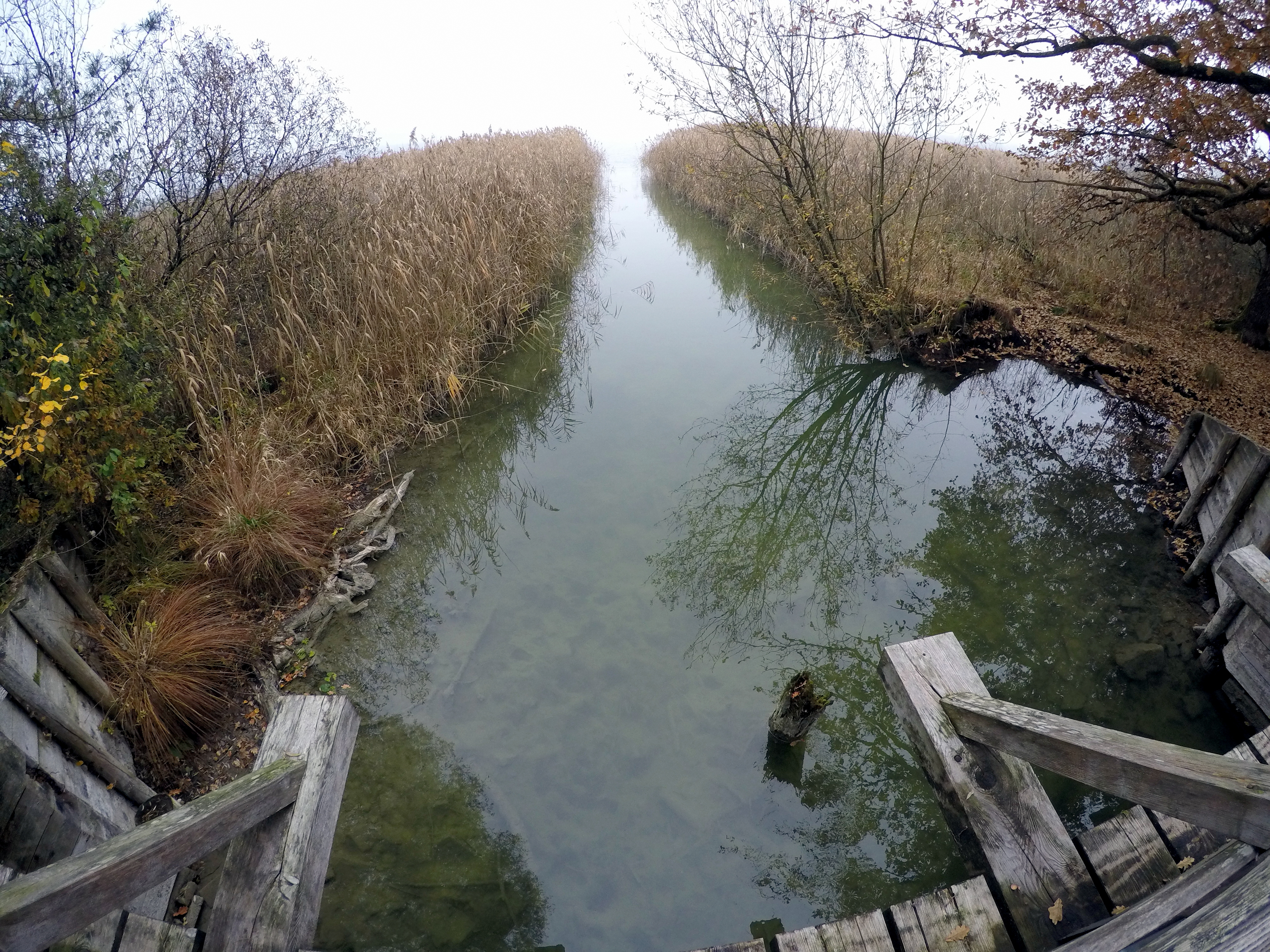

錫姆斯河（德語：Sims），是德國的河流，位於該國東南部，由巴伐利亞負責管轄，屬於羅爾多夫阿亨河的支流，河道全長7.8公里，流域面積98平方公里，發源自錫姆斯湖。